# Mordellistena pallida
Mordellistena pallida es una especie de coleóptero de la familia Mordellidae.

## Distribución geográfica
Habita en Antigua.